# Mega Shark vs. Mechatronic Shark
Mega Shark vs. Mechatronic Shark (Originaltitel: Mega Shark vs. Mecha Shark) ist ein US-amerikanischer Science-Fiction-Actionfilm aus dem Jahr 2014. Die Produktion des für Low-Budget-Filme bekannten Filmstudios The Asylum stellt den dritten Teil der Mega-Shark-Reihe und den Nachfolgetitel des 2010 erschienenen Mega Shark vs. Crocosaurus dar. Regie führte Emile Edwin Smith, dessen Spielfilmdebüt dies war. Erstveröffentlicht wurde der mäßig bis schlecht bewertete Streifen am 28. Januar 2014 als DVD- und Blu-ray-Ausführung in den Vereinigten Staaten; der Verkaufsstart in Deutschland erfolgte am 8. August 2014. Mit Mega Shark vs. Kolossus erschien 2015 eine Fortsetzung.

## Handlung
In den Weltmeeren taucht erneut ein Riesenhai auf und wieder verbreitet er Angst und Schrecken. Sein Wüten vor der ägyptischen Küste hat letztendlich weltweite Panik und sogar einen Börsencrash zur Folge, der Amerika final zur Reaktion zwingt. Da die US-Marine aus den letzten, wenig erfolgreichen Begegnungen mit gleichartigen Ungetümen gelernt hat, stellt sie ihm ein von der Militärwissenschaftlerin Rosie entwickeltes U-Boot in den Weg, das der Gestalt eines Hais ähnelt und das Monster aufhalten sowie schlussendlich bezwingen soll. Da das destruktive Verhalten des „Mega Shark“ jedoch schnelles Eingreifen erfordert, können nicht alle Fehler und Schwachstellen seines Roboter-Kontrahenten ausgemerzt werden – im Angesicht des nahenden, entscheidenden Duells ein möglicherweise fataler Umstand …

## Rezeption
Der in Los Angeles und Long Beach, Kalifornien, gedrehte Film erhielt teils gemischte, aber zumeist negative Kritiken. Peter Osteried urteilte für die Website gamona.de, die den Film mit 5 von 10 Punkten bewertete, wie folgt:

„Sieht man sich ‚Mega Shark vs. Mechatronic Shark‘ an, dann ist natürlich klar, dass hier nichts zu erwarten ist, das man gemeinhin als Qualitätsfilm bezeichnen würde. (…) [Der] Film … hat aber die Trash-Qualitäten, die man … erwartet, inklusive der Tatsache, dass die völlig abstruse Geschichte mit … Ernsthaftigkeit präsentiert wird (…) Immerhin gibt es ein paar Schwachsinnigkeiten, die für … unfreiwilligen Humor gut sind (…) Die CGI-Effekte … sind passabel, aber eben sehr, sehr günstig umgesetzt (…) Bemerkenswert ist, dass Christopher Judge (‚Stargate SG-1‘) und Elisabeth Röhm (‚Angel – Jäger der Finsternis‘) … alles mit enormer Ernsthaftigkeit spielen.“

In der Internet Movie Database erhielt Mega Shark vs. Mechatronic Shark bei mehr als 2000 Bewertungen nur 2,6 von 10 Punkten.